# Etiopien i olympiska vinterspelen 2006
Etiopien skickade en deltagare till olympiska vinterspelen 2006. Det är första gången nationen deltar i vinter-OS.

## Deltagande och placeringar

### Längdskidåkning
15 km klassisk stil herrar
- Robel Teklemariam

Dubbel jaktstart 30 km (15+15) herrar
- Robel Teklemariam

Sprint herrar
- Robel Teklemariam

50 km fri stil herrar
- Robel Teklemariam